# Polystichum albomarginatum
Polystichum albomarginatum är en träjonväxtart som beskrevs av M. Kessler och A. R. Sm. Polystichum albomarginatum ingår i släktet Polystichum och familjen Dryopteridaceae. Inga underarter finns listade.